# Aligarh (dystrykt)
Dystrykt Aligarh (hindi अलीगढ़ ज़िला, urdu علی گڑھ ضلع) – jeden z 75 indyjskich dystryktów stanu Uttar Pradesh. W jego skład wchodzi 5 taluków:
- Koyil
- Khair
- Atrauli
- Iglas
- Gabhana

W dystrykcie w 2011 roku zamieszkiwało 2 992 286 osób, w tym 1 607 402 mężczyzn i 1 384 884 kobiet. Umiejętność czytania i pisania opanowało 58,48% mieszkańców, w tym 71,71% mężczyzn i 43,03% kobiet. Przez dystrykt przechodzi autostrada NH91.